# Matthias Seling
Matthias Seling (* 1969 in Österreich) ist ein österreichischer Kabarettist und Comedian.

## Biografie
1987–1988 war Seling Gründungsmitglied der Theatergruppe Theater in der Dunkelkammer am Wittelsbacher-Gymnasium München, wo er die Rolle des Beckmann in „Draußen vor der Tür“ übernahm. 1989 gewann er den Penny Lane X-Mas Poetry Slam in Boulder (Colorado) bei dem u. a. Allen Ginsberg in der Jury saß. Selings Interesse an Comedy und Theater riss nicht ab und so schrieb er den Text, führte Regie und spielte diverse Rollen bei dem Comedy Vierakter „Der Zivilisator I-IV“, 1992. Im gleichen Jahr wurde auch die Band „Jeep Beat Orchestra“ (Comedy & Musik) gegründet, mit der er 1995 die LP „Treffpunkt der Modernen Jugend“ veröffentlichte. Nachdem er 1999 sein Magister der Literaturgeschichte und Philosophie ablegte, drehte der Vollblut-Rock ’n’ Roller seinen ersten Spielfilm Ein Samstag hat 90 Minuten.
2000 zog Seling nach Köln, um sich in der Stand Up-Comedy zu etablieren. Ein Jahr später folgte sein erster Stand Up Auftritt mit Michael Koslar, sowie die Aufnahme in die Köln Comedy Schule, diverse Mixed Shows und der erste Auftritt bei Nightwash. Für seine Bühnenperformance wurde er beim Comedy Hot Shots auf Pro Sieben mit einem 2. Platz ausgezeichnet. Seling absolvierte Auftritte bei Nightwash, Schmidts Tivoli Hamburg, dem Quatsch Comedy Club Mix in Berlin oder beim Comedy Festival in Köln.
Im Jahr 2005 hatte sein eigenes Soloprogramm „One Night Stand Up“ in Köln Premiere, mit dem er heute durch Deutschland tourt.
Matthias Seling wurde 2008 für den Prix Pantheon und Das Schwarze Schaf (Kabarettpreis) nominiert.
Im Juni 2010 veröffentlicht Seling sein erstes Buch "I werd narrisch: Ein Österreicher schlawinert sich durch Deutschland".

## Auszeichnungen
- 1989: Gewinner des Penny Lane X-Mas Poetry Slams in Boulder Colorado
- 2002: 2. Platzierter beim Comedy Hot Shots auf Pro 7
- 2004: Gewinner des 2. Trierer Comedy Slams
- 2005: Gewinner des „Festivals der Offenen Bühnen“ Köln
- 2005: Gewinner des Trierer Master Comedy Slams

## TV-Auftritte
- Nightwash (WDR, Comedy Central)
- Quatsch Comedy Club
- Hot Shots (Pro 7)
- 2007: u.A.w.g. - um Antwort wird gebeten (Comedy Central)
- 2007: Funkhaus (WDR)
- 2007: TV total (Pro 7)
- 2009: TV total (Pro 7)
- 2009: Shock TV (RTL)
- 2010: Fun Club (RTL 2)
- 2010: Alfons und Gäste (SWR)
- 2013: StandUpMigranten (EinsPlus)

## Buch
- „I werd narrisch“. Ein Österreicher schlawinert sich durch Deutschland. Ullstein, Berlin 2010, ISBN 978-3-548-37344-7 (Ullstein 37344).